# 乔吉甫
乔吉甫（1950年12月—），男，蒙古族，新疆特克斯人，中华人民共和国政治人物，曾任中共博尔塔拉蒙古自治州党委副书记、州长，新疆维吾尔自治区人大常委会副主任。